# SN 1992U
SN 1992U – supernowa typu II odkryta 9 kwietnia 1992 roku w galaktyce E074-G04. W momencie odkrycia miała maksymalną jasność 18,50m.